# Elektron-antineutrino
Een elektron-antineutrino of e-antineutrino (symbool {\displaystyle {\overline {\nu }}_{\mathrm {e} }}) is het neutrino dat optreedt als de isospin-partner van het positron.
Het elektron-antineutrino is een ongeladen lepton. Het is dus een elementair deeltje, meer algemeen een subatomair deeltje. Het heeft spin 1/2 en is daarom een fermion.
Het elektron-antineutrino is het antideeltje van het elektron-neutrino. Het is dus een neutrino met eigenschappen precies dezelfde als die van het elektron-neutrino, maar dan gespiegeld. De twee zijn dus antimaterie en materie en als ze botsen kunnen ze elkaar annihileren en een Z-boson vormen.
Het elektron-antineutrino is een neef (1e generatie, eerst ontdekt, lichtst, meest stabiel) van het muon-antineutrino (2e generatie) en het tau-antineutrino (3e generatie, laatst ontdekt, zwaarst, minst stabiel).
Een elektron-antineutrino ontstaat bij bètaverval.  Het is nog niet bekend, of het elektron-antineutrino een massa bezit of niet, maar als het er één bezit, dan is die kleiner dan 3 eV.
Het elektron-antineutrino zou een Majorana-deeltje kunnen zijn. Dat houdt in dat het gelijk zou zijn aan zijn anti-deeltje, het elektron-neutrino. Of dit het geval is, is nog niet vastgesteld. Dit kan worden vastgesteld met experimenten die zoeken naar twee beta-vervallen waarbij twee elektronen gevormd worden, maar geen elektron-antineutrino's.
Zie ook het standaardmodel van de deeltjesfysica voor meer gegevens.